# Piz Ela
Piz Ela to szczyt w paśmie Albula-Alpen, w Alpach Retyckich. Leży we wschodniej Szwajcarii, w kantonie Gryzonia. W pobliżu szczytu znajduje się schronisko Ela (2252 m).